# Черри, Эмили
Эмили Джейн Черри OAM (англ. Emilee Jane Cherry, родилась 2 ноября 1992 года) — полупрофессиональная австралийская регбистка, выступающая на позиции защитницы за женскую сборную Австралии по регби-7. Олимпийская чемпионка по регби-7 2016 года.

## Карьера игрока
Выступает на клубном уровне за команду «Тувумба Бэрз», представляет также штат Квинсленд. За сборную Австралии по регби-7 дебютировала в ноябре 2012 года, ранее выступала за команду по тач-футболу. В сезоне 2013/2014 была названа лучшей регбисткой мира (регби-7) по итогам Мировой серии 2013/2014, занеся 33 попытки и набрав 195 очков. В 2014 году благодаря ещё одному выдающемуся выступлению в Мировой серии по регби-7 Черри снова стала лучшей регбисткой мира.
В 2016 году Эмили Черри вошла в заявку сборной Австралии по регби-7 на Олимпийские игры в Рио-де-Жанейро (игровой номер 11). На турнире Эмили занесла три попытки: одну в матче против сборных Фиджи и две в матче против сборной Канады. Австралийская команда победила новозеландок в финале и завоевала олимпийское золото в этом виде спорта. Как олимпийская чемпионка, 26 января 2017 года в День Австралии Черри была награждена Медалью Ордена Австралии.